# Güzdək
Güzdək (również Gyuzdek) – miejscowość i gmina w rejonie Abşeron w Azerbejdżanie. Liczb ludności wynosi 2145.